# Csapi körjegyzőség
Csapi körjegyzőség – közigazgatási egység Ung vármegye Ungvári járásában az első bécsi döntéstől a második világháború végéig. A körjegyzőséghez tartozott Csap, Tiszaásvány és Tiszasalamon. Területe 1940-ben 5337 katasztrális holdat tett ki. A lakosok száma ekkor 6380 fő volt. [forrás?]